# クラッチヒッター
クラッチヒッター（Clutch Hitter）は、野球において、好機に自らの打順が回ってきた際に特に活躍することの多い打者のことを指す。バスケットボールのクラッチ・シューターから転じた語である。

## 概要
clutchとは“捕える”“ぐっとつかむ”という意味で、転じてスポーツ全般においては「プレッシャーのかかる局面において良い働きをすること」の意で使われる。特に野球でクラッチヒット（Clutch Hit）または単にクラッチ（Clutch）と言う場合は適時打を指す。すなわちクラッチヒッターとは走者を置いた局面で安打を放つ可能性の高い打者を評す用語である。また勝利打点の多い打者に対しこの語が使われる場合もある。
主にアメリカ合衆国内で使用される。日本国内においても使用されることはあるものの、「チャンスに強い打者」「勝負強い打者」という表現が用いられる場合の方が多い。
この用語はルール上正式に用いられるものではないため明確な基準は存在しない。ある打者がクラッチヒッターであると認められる際、その基準としてよく用いられるのが得点圏打率であるが、これに関しても何割以上という具体的な数値は存在しない。実際の得点圏打率が平凡であっても、シーズン終盤やポストシーズン等の重大な局面で印象的な活躍をした選手がクラッチヒッターと評される場合もある。